# جوردن وايت (لاعب هوكي الجليد)
جوردن وايت هو لاعب هوكي الجليد كندي، ولد في 12 مارس 1988.

## وصلات خارجية
- جوردن وايت على موقع EliteProspects.com (الإنجليزية)
- جوردن وايت على موقع HockeyDB.com (الإنجليزية)